# Актор (социальные науки)
А́ктор — действующий субъект, совершающий действия, направленные на других. Актор может быть как индивидуальным — индивидом, так и коллективным — социальной группой или иной общностью людей, организацией, государством, межгосударственным объединением. Например, государство является главным политическим актором в политике и ведущим социальным актором в обществе.
Также актор — участник преобразований, движимый собственными мотивами и обладающий для этого соответствующим опытом. Акторы могут иметь неоднозначные мотивы, ожидания, эмоциональные переживания, связанные с неопределённостью последствий совместных преобразований и «неизречённостью = непроявленностью собственных смыслов».

## Термин во французской социологии
За последние пятнадцать лет под растущим влиянием социологии действия актор, или человек действующий, вышел из тени, в которой он находился прежде, и занял центральное место в общественных науках. Во французской социологической традиции, основанной на работах Эмиля Дюркгейма, субъект (актор) долгое время рассматривался как своего рода социальный автомат. Считалось, что его мысли и поступки обусловлены действующими помимо его воли скрытыми объективными структурами. Не только актор, но и индивид вообще рассматривался как персонаж, чей образ мыслей и действий предопределен не вполне осознаваемыми им глубинными силами: его социальной, конфессиональной, гендерной, возрастной и прочей принадлежностью. Социологи полагали, что только они способны обнаружить за доводами и мотивами, на которые ссылаются сами индивиды, эти неосознанные детерминации, объясняющие их поведение.
В противоположность такому преувеличению роли коллективного, за которым стоит «гиперсоциальное» представление об индивиде, сторонники социологии действия, в частности Люк Болтански и Лоран Тевено,
стремятся «принимать акторов всерьез» и интересоваться «логикой их поступков», то есть теми ценностями, нормами, представлениями и интересами, о которых говорят сами индивиды, пытаясь объяснить своё поведение. Указанные авторы принадлежат к конструктивистскому направлению в социологии, которое характеризуется отходом от классических социологических антиномий — а именно от противопоставления индивида и общества, объективного и субъективного, объяснения и понимания — и сочетанием понимающего и интерналистского подхода в духе Макса Вебера с экстерналистским и объясняющим подходом в духе Эмиля Дюркгейма. Вовсе не предлагая вернуться к утилитаристской теории рационального субъекта, они интересуются тем, какой смысл сами индивиды придают своим поступкам, выявляют множественность логик поведения и показывают, что во всякой системе принуждений и объективных детерминаций субъект хотя бы отчасти сохраняет за собой свободу, самостоятельность и способность суждения. В настоящее время в общественных науках получило развитие представление о субъекте как о многоликом индивиде, призванном в своей повседневной жизни выступать на нескольких сценах, используя многообразный опыт и различные поведенческие логики, и способном мобилизовать в тех или иных случаях разные и даже противоположные грани своей личности.

## Термин в исторической науке
Вслед за социологией на протяжении более полувека историческая дисциплина и историописание в том виде, в каком они развивались историками школы «Анналов», тоже занимались изгнанием субъекта. К этому приложили руку уже основатели школы «Анналов», воспринявшие постулаты дюркгеймовской социологии и ниспровергнувшие «идола индивидуальности» методической («позитивистской») школы, но поистине апогея отсутствие субъекта в истории достигло под обоюдным влиянием марксизма и структурализма во времена Ф. Броделя, Э. Лабрусса и «новой исторической науки». В течение последних пятнадцати лет можно
наблюдать обратное движение: анализируя общество, историки проявляют растущий интерес к жизненному опыту самих субъектов и их собственным интерпретациям происходящего. Проявлениями этого вновь обретенного вкуса к конкретному поступку, жизненным практикам субъектов и «осмысленной и эксплицитной стороне поведения» стали, в частности, интерес к микроистории, обновление биографического жанра, влияние прагматической социологии, а также «критический поворот» школы «Анналов». По мнению таких исследователей, как Марсель Гоше, Бернар Ленти и Франсуа Досс, вокруг «возвращения человека действующего» складывается сейчас новая парадигма общественных наук.